# 北村椋太
北村 椋太（きたむら りょうた、1998年6月30日 - ）は、神奈川県出身のサッカー選手。ポジションはDF。

## 来歴
湘南ベルマーレのアカデミー出身。高校卒業後はトップチームに昇格せず、関東学院大学に進学。2021年シーズンのJリーグ開幕時点で大学卒業後の進路は決まっていなかったが、湘南ベルマーレアカデミー時代に指導を受けた時崎悠が監督を務めていた縁もあり、3月17日に福島ユナイテッドFCに加入した。3月28日、J3第3節の鹿児島ユナイテッドFC戦でJリーグデビューを果たした。
2022年シーズンは16試合に出場するも、11月14日、福島ユナイテッドFCから契約期間の満了が発表。11月28日、カンセキスタジアムとちぎで行われたJリーグ合同トライアウトに出場した。
12月17日、テゲバジャーロ宮崎への加入が発表された。
2023年12月5日、契約期間満了及び来季の契約の更新を行わない事が発表。同年12月12日、Jリーグ合同トライアウトに出場した。
2024年1月12日、VONDS市原への加入が発表された。

## 所属クラブ
- SCH.FC
- 湘南ベルマーレJr.ユース
- 湘南ベルマーレユース
- 関東学院大学
- 2021年3月 - 2022年  福島ユナイテッドFC
- 2023年  テゲバジャーロ宮崎
- 2024年 -  VONDS市原

## 個人成績
| 国内大会個人成績 | 国内大会個人成績 | 国内大会個人成績 | 国内大会個人成績 | 国内大会個人成績 | 国内大会個人成績 | 国内大会個人成績 | 国内大会個人成績 | 国内大会個人成績 | 国内大会個人成績 | 国内大会個人成績 | 国内大会個人成績 |
| 年度             | クラブ           | 背番号           | リーグ           | リーグ戦         | リーグ戦         | リーグ杯         | リーグ杯         | オープン杯       | オープン杯       | 期間通算         | 期間通算         |
| 年度             | クラブ           | 背番号           | リーグ           | 出場             | 得点             | 出場             | 得点             | 出場             | 得点             | 出場             | 得点             |
| 日本             | 日本             | 日本             | 日本             | リーグ戦         | リーグ戦         | リーグ杯         | リーグ杯         | 天皇杯           | 天皇杯           | 期間通算         | 期間通算         |
| ---------------- | ---------------- | ---------------- | ---------------- | ---------------- | ---------------- | ---------------- | ---------------- | ---------------- | ---------------- | ---------------- | ---------------- |
| 2021             | 福島             | 20               | J3               | 3                | 0                | -                | -                | -                | -                | 3                | 0                |
| 2022             | 福島             | 20               | J3               | 16               | 0                | -                | -                | 2                | 0                | 18               | 0                |
| 2023             | 宮崎             | 5                | J3               | 20               | 0                | -                | -                | 1                | 0                | 21               | 0                |
| 通算             | 日本             | 日本             | J3               | 39               | 0                | -                | -                | 3                | 0                | 42               | 0                |
| 総通算           | 総通算           | 総通算           | 総通算           | 39               | 0                | -                | -                | 3                | 0                | 42               | 0                |

- Jリーグ初出場 - 2021年3月28日 J3第3節 鹿児島ユナイテッドFC戦(白スタ)